# Valerio Liboni
Valerio Liboni (Torino, 19 marzo 1950) è un cantautore, batterista e compositore italiano.

## Biografia
Valerio Liboni è figlio d'arte: suo padre, Gianni Liboni, è stato infatti una delle spalle di Erminio Macario, il celebre comico torinese, e autore di cabaret; inoltre la bisnonna Emilia Scolara, in arte Virginia Fleury, è stata una celebre attrice di cafè chantant e diva del cinema muto agli inizi del XX secolo a Torino. Inizia a suonare giovanissimo la batteria, e nel 1969 entra nel complesso beat I Ragazzi del Sole, che abbandona dovendo effettuare il servizio militare. Nel 1971 fonda La Strana Società, con altri componenti dei Ragazzi del Sole, con cui ottiene un grande successo l'anno dopo con la celebre Pop corn; partecipa con il quintetto al Festival di Sanremo 1976 con Andiamo via, ed esce dal complesso poco prima di tornare al festival l'anno successivo con Tesoro mio.
Sempre nel 1977 entra come batterista nel complesso de I Nuovi Angeli, in sostituzione di Mauro Paoluzzi. In questo periodo inizia anche l'attività di autore, componendo con Cristina Gazzera (che in quel periodo è sua moglie) nel 1978 la canzone per bambini Ciao nonnino che viene cantata da Erminio Macario, arrivando in hit parade per sei settimane; altri suoi successi come autore sono Che fico cantata nel 1981 da Pippo Franco e soprattutto l'anno successivo E muoviti un po'  per Fiorella Mannoia. Nel 1980 inoltre inizia l'attività di cantautore, con il 45 giri Marmellata Jane, che riscuote un buon successo radiofonico; due anni dopo viene pubblicato il primo album, Magari poi.
Si dedica in questo periodo anche all'attività di produttore, curando i Camaleonti, Antonella Forte, Little Tony, Carlos Cosmo, Wilma Goich e Jo Chiarello; per questi artisti compone anche alcune canzoni, a volte in coppia con Marco Bonino (come Lei no, L'ultimo metrò, Ma io vi mollo e vado al mare e Stai con me, tutte per la Chiarello). Inizia una fattiva e importante collaborazione professionale con un nuovo produttore artistico elbano, Paolo Chillè, che da conduttore radiofonico si affaccia al mondo di Liboni con importanti coproduzioni. Tra le altre un duo di D.J. gli elleessemanera. L'album del 1987 si intitola Amici miei, infinitamente cari... e viene pubblicato dalla BMG; su invito del Ministero di Grazia e Giustizia nella primavera dello stesso anno Liboni compie una tournée in tredici carceri italiane, sfruttando questa occasione per raccogliere 150 poesie di detenuti che, opportunamente musicate, vengono successivamente cantate da vari interpreti (tra cui I Nuovi Angeli, Rettore, i Camaleonti e Mal) ed incise su di una compilation, Lucifero, che la BMG Ariola pubblica alla fine del 1988.
L'anno successivo partecipa, insieme aI Nuovi Angeli, alla trasmissione Una rotonda sul mare, condotta da Red Ronnie. Continua intanto l'attività da cantautore, e i due dischi del 1992 e del 1995 vengono prodotti insieme a Guido Guglielminetti. Nel 1997 Liboni incide insieme ad altri due membri della band, Paolo Melfi e Danilo Pennone, un album con la denominazione I Ragazzi del Sole in cui, oltre ad otto vecchi brani riarrangiati, vengono proposti sei inediti, di cui alcuni scritti dallo stesso Liboni con Silvano Borgatta e Marco Bonino. Nel 2000 forma insieme a Douglas Meakin (ex Motowns), Roberto Bonfiglio (ex La Strana Società), Dave Sumner (ex The Primitives) e Rino Dimopoli (ex Delirium) il quintetto de I Mitici, che propone concerti con repertorio anni sessanta e che incide un album omonimo.
Nel 2004 pubblica il cd Dear Bruno, omaggio a Bruno Martino (di cui interpreta alcuni successi); l'anno dopo torna a collaborare con Guido Guglielminetti per l'album Canzoni suonate. Nel 2006 entra nella nuova formazione del complesso The Primitives con Mick Brill, Dave Sumner e Silvano Borgatta, ed accompagna Mal in tour. Nel 2007 esce "San Sebastiano, le donne e gli altri...", cofanetto che contiene 32 canzoni tra cui 7 inediti e un Dvd con il brano Io sto bene con te, scritto insieme a Guido Guglielminetti.
Nel 2009 ha pubblicato il suo primo libro Crash! Storie e curiosità dell'Italia della canzone a ritmo di musica, viaggi e amore, volume, scritto in collaborazione con il giornalista Maurizio Scandurra, in cui si raccontano i suoi 40 anni nel mondo della musica leggera italiana.
Dal 2011 è rientrato come batterista nei Nuovi Angeli e, con una formazione in trio con Marco Bonino e Paki Canzi, ha pubblicato a febbraio 2015 Greatest Hits, contenente tre canzoni inedite tra cui "Senza una ragione", vecchio brano del 1999 mai pubblicato, con Liboni voce solista.
Nel 2018 partecipa all'album Powerillusi & Friends dei Powerillusi; nel disco interpreta il brano Saremo famosi.
Valerio Liboni è autore ed esecutore, con Silvano Borgatta, di Forza Toro olé, che è stato l'inno della squadra di calcio del Torino per quindici anni.
È suo anche l'inno ufficiale Ancora Toro , che recentemente accompagna la squadra granata.

## Vita privata
Liboni è stato sposato con la cantante Jo Chiarello, con cui ha avuto una figlia. Nel 2008 sposa Noelvis Rodriguez Prieto, conosciuta durante una tournée a Cuba.

## Le principali canzoni scritte da Valerio Liboni
| Anno | Titolo                         | Autori del testo                             | Autori della musica                       | Interpreti         |
| ---- | ------------------------------ | -------------------------------------------- | ----------------------------------------- | ------------------ |
| 1981 | Che fico                       | Ferruccio Fantone e Luigi Francesco Mazzardo | Valerio Liboni, Carlo Lena e Pippo Franco | Pippo Franco       |
| 1982 | E muoviti un po'               | Oscar Avogadro                               | Valerio Liboni e Roger Riccobono          | Fiorella Mannoia   |
| 1984 | Lei no                         | Marco Bonino e Valerio Liboni                | Marco Bonino e Valerio Liboni             | Jo Chiarello       |
| 1984 | L'ultimo metrò                 | Marco Bonino e Valerio Liboni                | Marco Bonino e Valerio Liboni             | Jo Chiarello       |
| 1985 | Ma io vi mollo e vado al mare  | Marco Bonino e Valerio Liboni                | Marco Bonino e Valerio Liboni             | Jo Chiarello       |
| 1985 | Stai con me                    | Marco Bonino e Valerio Liboni                | Marco Bonino e Valerio Liboni             | Jo Chiarello       |
| 1989 | Bella questa storia            | Paki Canzi e Valerio Liboni                  | Marco Bonino e Paki Canzi                 | I Nuovi Angeli     |
| 1990 | E penso a noi come un gabbiano | Leonardo Alessandroni                        | Valerio Liboni e Guido Guglielminetti     | Sabrina Anselmi    |
| 1990 | L'amore è una tempesta         | Valerio Liboni                               | Marco Bonino e Paki Canzi                 | Sabrina Anselmi    |
| 1994 | Se mi vuoi                     | Valerio Liboni                               | Marco Bonino                              | Mal                |
| 1994 | Che notte vuoi                 | Valerio Liboni e Guido Guglielminetti        | Marco Bonino                              | Mal                |
| 1994 | L'unica donna                  | Valerio Liboni e Guido Guglielminetti        | Marco Bonino                              | Mal                |
| 1997 | Che amore vuoi                 | Valerio Liboni e Ernesto Ausilio             | Marco Bonino                              | I Ragazzi del Sole |

## Discografia

### 33 giri e CD
- 1982 - Magari poi (Panarecord)
- 1985 - Un cantautore interessante (Globo Records, ZL 34403; ristampato in CD nel 1997 con l'aggiunta di tre brani inediti)
- 1987 - Amici miei, infinitamente cari... (BMG Ariola, ZL 71627)
- 1992 - Amore delle distanze (Globo Records, 5083141)
- 1995 - 6000 metri sopra il mare
- 1997 - I successi (D.V. More Record)
- 1998 - Abbracciami più forte (Pull)
- 2004 - Dear Bruno (Imaie)
- 2005 - Canzoni suonate (Imaie)
- 2007 - San Sebastiano, le donne e gli altri...

### 45 giri
- 1978 - Innocente tentativo/Ah che stupida età (Feeling Record Italiana, FR FR 9309)
- 1980 - Marmellata Jane
- 1981 - Bella/Miss Nuvola (New Angels Record, NWR 701)
- 1981 - Magari poi/Nonostante te (F1 Team, P 618)
- 1983 - Forza Toro olè/Forza Toro olè (strumentale) (Bajona Records, BJ 013 NP)
- 1983 - Anna ti prego/Per te (F1 Team, P 7323)
- 1985 - Cambiare casa/Non hai capito proprio niente (F1 Team, P 7354)

### Compilation
- 1988 - Lucifero (BMG Ariola, ZL 74129)

### Partecipazioni
- 2018 - Powerillusi & Friends dei Powerillusi (Valerio Liboni interpreta il brano Saremo famosi).